# Instituto Tecnológico Bolívar
La Unidad Educativa Bolívar es una institución pública ecuatoriana de educación secundaria y superior laica de la ciudad de Tulcán. Fue fundado en 1896 por el entonces presidente Eloy Alfaro, convirtiéndose así en el primer colegio laico del Ecuador.

## Inicios
Fue fundado por decreto ejecutivo durante el Gobierno del Presidente Eloy Alfaro, e inaugurado el 19 de mayo de 1896, su primer rector fue el Dr. Rosendo Mora, uno de los líderes de la revolución liberal que se vivía en el país en esa época.
Tras una época de conservadorismo en el país, el liberalismo asumió el poder luego de la revolución del 5 de junio de 1895, esto a su vez produjo una serie de cambios radicales para la época, entre esos la necesidad de una educación laica, que trajo consigo varias protestas por parte de los representantes de la iglesia católica de Ecuador y Colombia. Al ser Tulcán una ciudad netamente fronteriza, la noticia de que se pretendía fundar un colegio laico, tuvo repercusiones en ambos países, sobre todo por la Iglesia católica. Sin embargo, la creación del nuevo colegio también fue visto de buena manera, incluso por algunos clérigos de la época, entre ellos Federico González Suárez, quien, a pesar de su posición conservadorista, era también de mentalidad progresista, lo cual no era bien visto por la jerarquía eclesiástica.
Tras una serie de diligencias, y por decreto del entonces Presidente Eloy Alfaro, el 19 de mayo de 1896 se crea el Colegio "Bolívar", primer colegio laico del Ecuador. Esto trajo algunos problemas, pues la Iglesia católica colombiana excomulgó a algunos padres de familia de ese país que tenían a sus hijos estudiando en el Colegio "Bolívar", esto fue rechazado rotundamente por Federico González Suárez, quien envió una queja sobre esto a la Santa Sede, acusando al Obispo de Pasto por invadir atribuciones. Finalmente la Santa Sede falló a favor de González Suárez, respaldando con ello la existencia del primer colegio laico del Ecuador.
El instituto "Bolívar" recibió su nombre en honor al principal artífice de la emancipación latinoamericana frente al Imperio Español, Simón Bolívar. En sus inicios fue fundado como Colegio "Bolívar", pero posteriores cambios en la organización de la educación del país y de la institución misma y tras la unión con diferentes escuelas pequeñas que conforman ahora sus sedes, hicieron que su designación vaya cambiando hasta tomar la actual: Unidad Educativa "Bolívar".

## Instituto Tecnológico Bolívar en la actualidad
En la actualidad el instituto, en sus dos modalidades; secundaria (diurna) y superior (nocturna), educa a alrededor de 1.500 estudiantes.
Al ser una institución de educación secundaria acoge a estudiantes de los últimos tres años de educación básica (8.º, 9.º y 10.º), y los tres de Bachillerato. Por su condición de instituto tecnológico, la institución además de otorgar títulos de bachiller en ciencias con especialización en físico-matemáticas, químico-biológicas, sociales, e informática, también ofrece estudios superiores de tecnología en técnica deportiva. A partir del 2011 se eliminan las especializaciones mencionadas, por el Bachillerato General Unificado.
El instituto dispone además de modernos laboratorios de biología, informática, física, y química.
Otras instalaciones que ofrece el campus del instituto son: museo arqueológico, piscina semiolímpica, y otras infraestructuras deportivas para fútbol, básquet, tenis, volley.

### Bachillerato internacional
Como parte de la implementación del Programa del Diploma del Bachillerato Internacional en colegios fiscales en todo el Ecuador, el instituto ha sido uno de los colegios fiscales en obtener la certificación internacional, lo cual le habilita para ofrecer este programa durante 5 años a partir del año lectivo 2014-2015.
El Bachillerato Internacional oferta un programa de asignaturas que pertenecen a seis grupos de estudios: de cada grupo se elige una materia.
Del total de seis asignaturas elegidas, tres de ellas se estudian a nivel superior y las otras tres a nivel medio. Además de las seis materias, existen tres componentes fundamentales en el proceso de obtención del Diploma: cursar la asignatura Teoría del Conocimiento, realizar las actividades CAS (Creatividad, Acción y Servicio) y elaborar una monografía sobre un tema específico bajo la guía de un docente tutor.
El grupo de materias comprende: Estudios de Lengua y Literatura, Adquisición de Lenguas (inglés), Individuos y Sociedad (Historia), Ciencias Experimentales, Matemáticas e Informática y Arte.